# Aruana (geslacht)
Aruana is een spinnengeslacht in de taxonomische indeling van de springspinnen (Salticidae). Het geslacht bestaat uit twee soorten die voorkomen op de Aru-eilanden en in Nieuw-Guinea.
Aruana werd in 1911 beschreven door Embrik Strand.

## Soorten
De volgende soorten zijn bij het geslacht ingedeeld:
- Aruana silvicola Strand, 1911
- Aruana vanstraeleni (Roewer, 1938)